# Magyarkiskapusi református templom
A falu nevével 1439-ben találkozunk először, Kyskapus formában. Magyarkiskapus egykori templomát Szűz Mária tiszteletére szentelték fel.

## Története és leírása

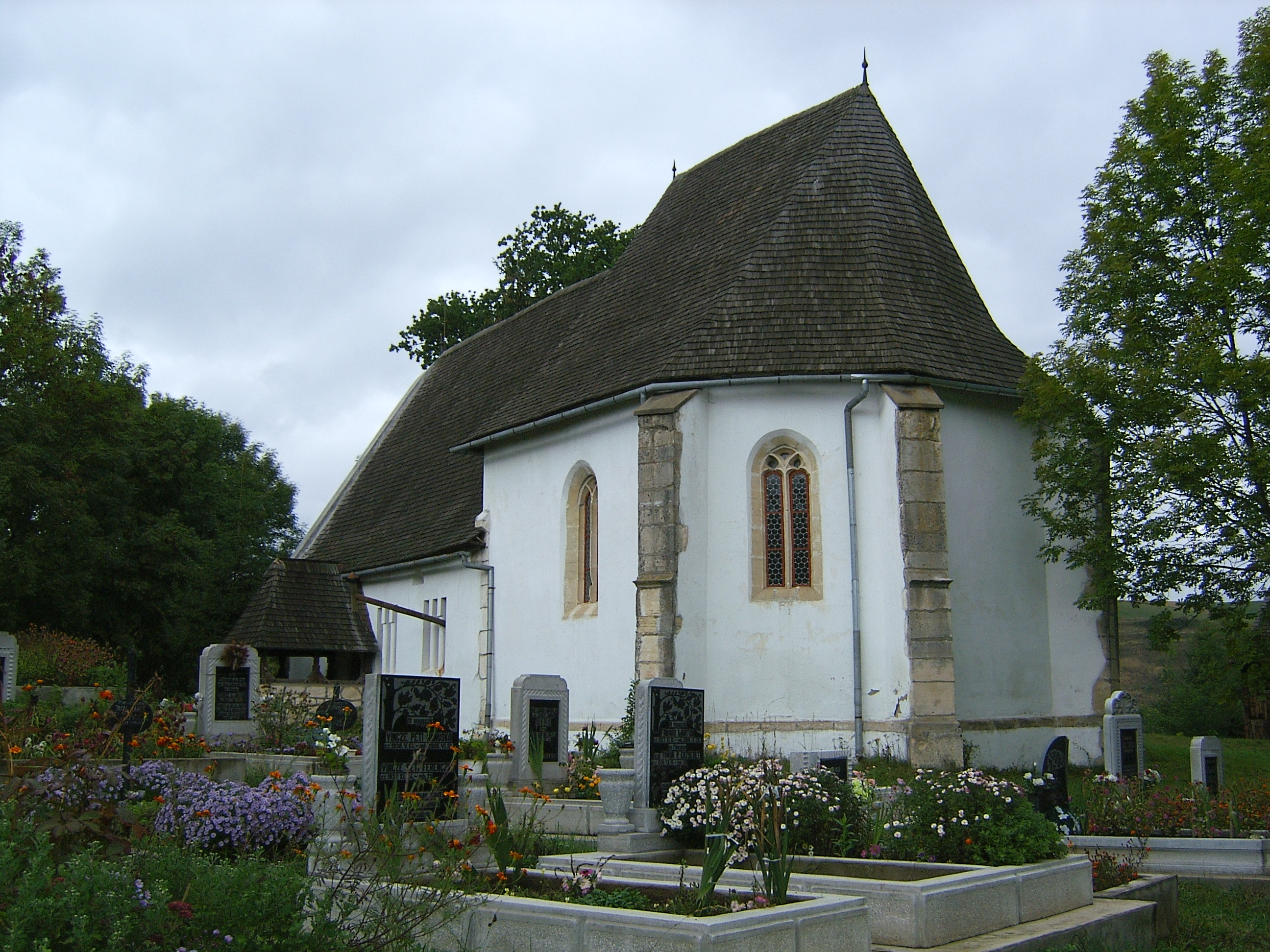
Magyarkiskapusi református templom

A templom hajóját a 13-14. században épült, gótikus szentélye 1503-ból való.
A templom faberendezéseinek legkorábbi darabjai az 1742-ből származó nyugati karzat, a nyugati kapu, a szószékkorona, valamint az 1743-ban készült festett kazettás famennyezet. Mindezek idősebb Umling Lőrinc első ismert kalotaszegi munkái. A karzatmellvéd érdekessége, hogy mindkét oldala festett. A nyugati kapu barna olajfestékkel lemázolt belső oldalán az IN ANNO 1742 felirat emlékeztet a korai keletkezésre.
1742-ben Vintze János megrendelésére készült a nyolcszögletű szószékkorona, melyet 1764-ben átalakítottak. Ezt ma a gyülekezet imaházában találhatjuk meg. A hajó famennyezetén kiemelt figyelmet érdemel Umling Lőrinc nevét megörökítő tábla, melynek felirata:
TOTUM HOC O / PUS LAQEUR / ARIS AB (…) / LAURENTIUS / UMLING SZAS / KEZDINUS.
A táblák nagy része virágos díszítésű, az alakos ábrázolások közül itt fordul elő elsőként a szőlőtőkén ülő, gyümölcsöt csipegető fekete madaras kompozíció. A padok egy részét Kőházi Márton kolozsvári asztalos készítette 1773-ban az adakozásból összegyűlt pénzből. 1855-ben készült a templom keleti karzata. Kolonics István készített az orgonát Kézdivásárhelyen, 1873-ban.
1931-ben Debreczeni László tervei alapján jelentős átalakításokat végeztek a templomban. Ekkor készültek a ma is látható padok. A keleti karzatot teljesen átfestették és az ifjabb Umlingok két padmellvédjét az új padsorokba beépítve, részben átfestve megőrizték.
A szentély északi falában egy 16. és egy 17. századi Gyerőffy-síremlék látható. Az utóbbit Bornemissza Anna emeltette Gyerőffy Jánosnak 1619-ben, mellettük csúcsíves szentségtartó fülke található.
Templomépülettől elkülönülten álló haranglábnak régen két harangja volt, melyek közül az egyik 1527-ben, a másik 1651-ben készült.

## Képgaléria

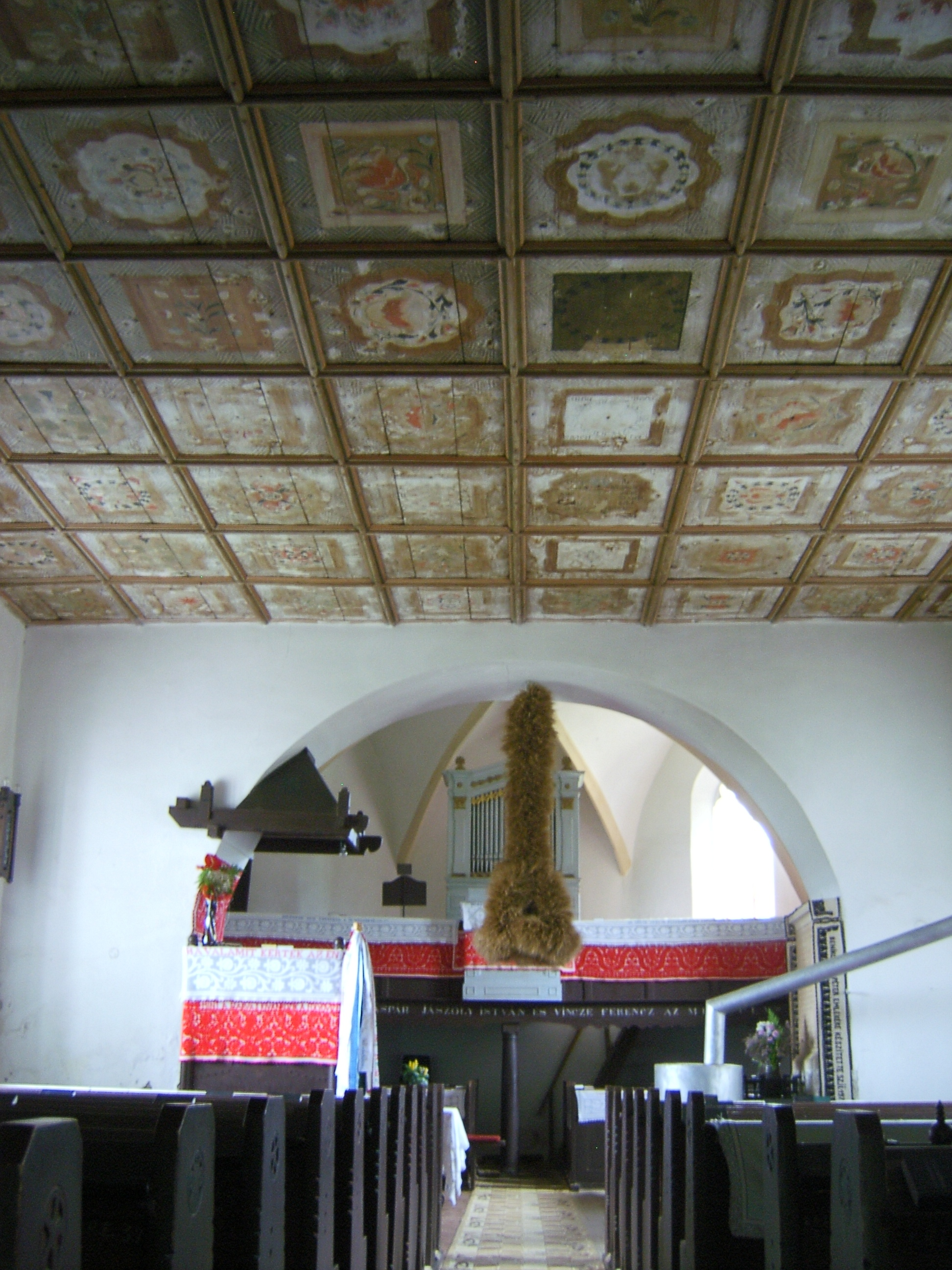
Magyarkiskapusi templom belső
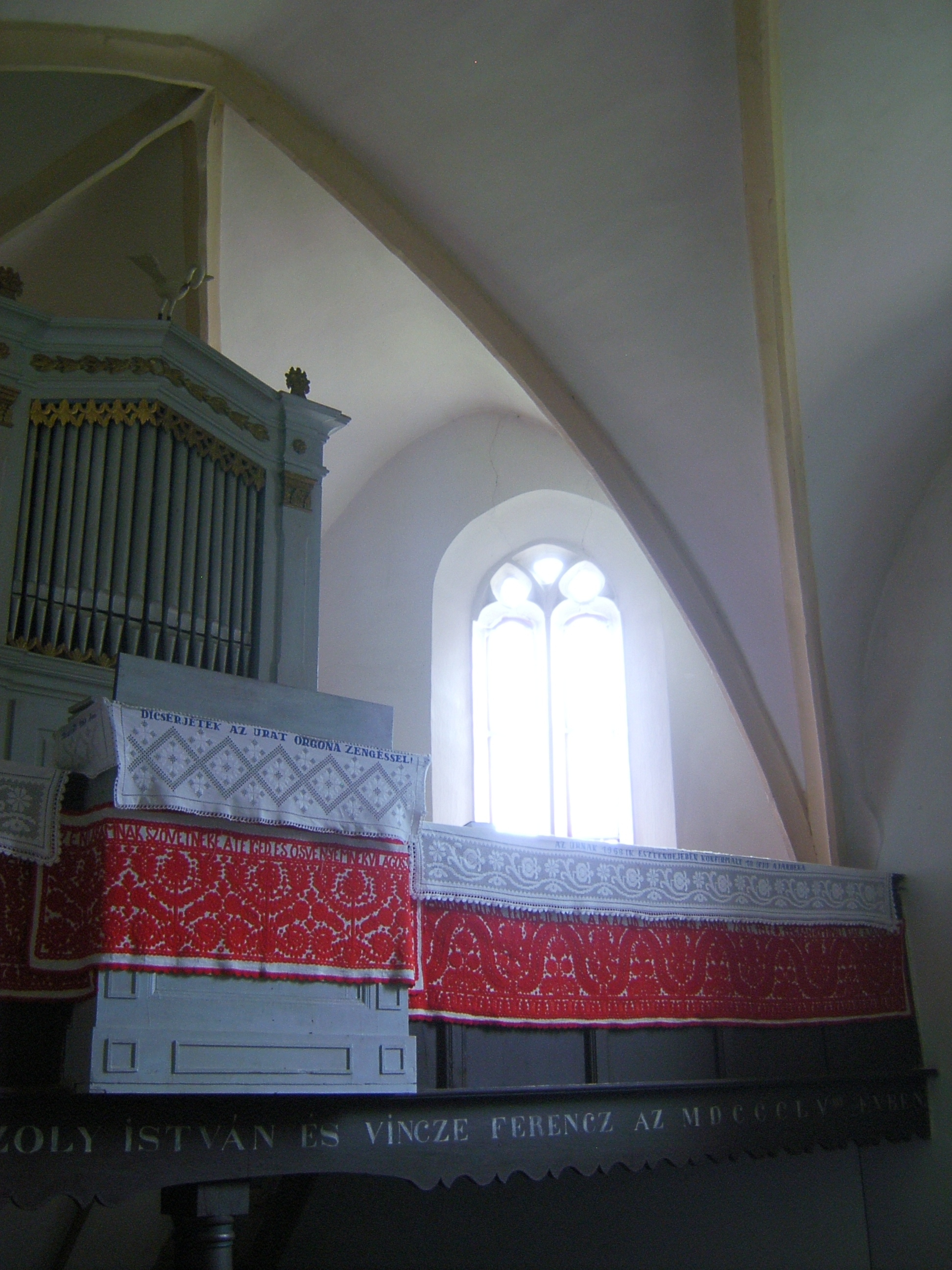
Magyarkiskapusi templom belső
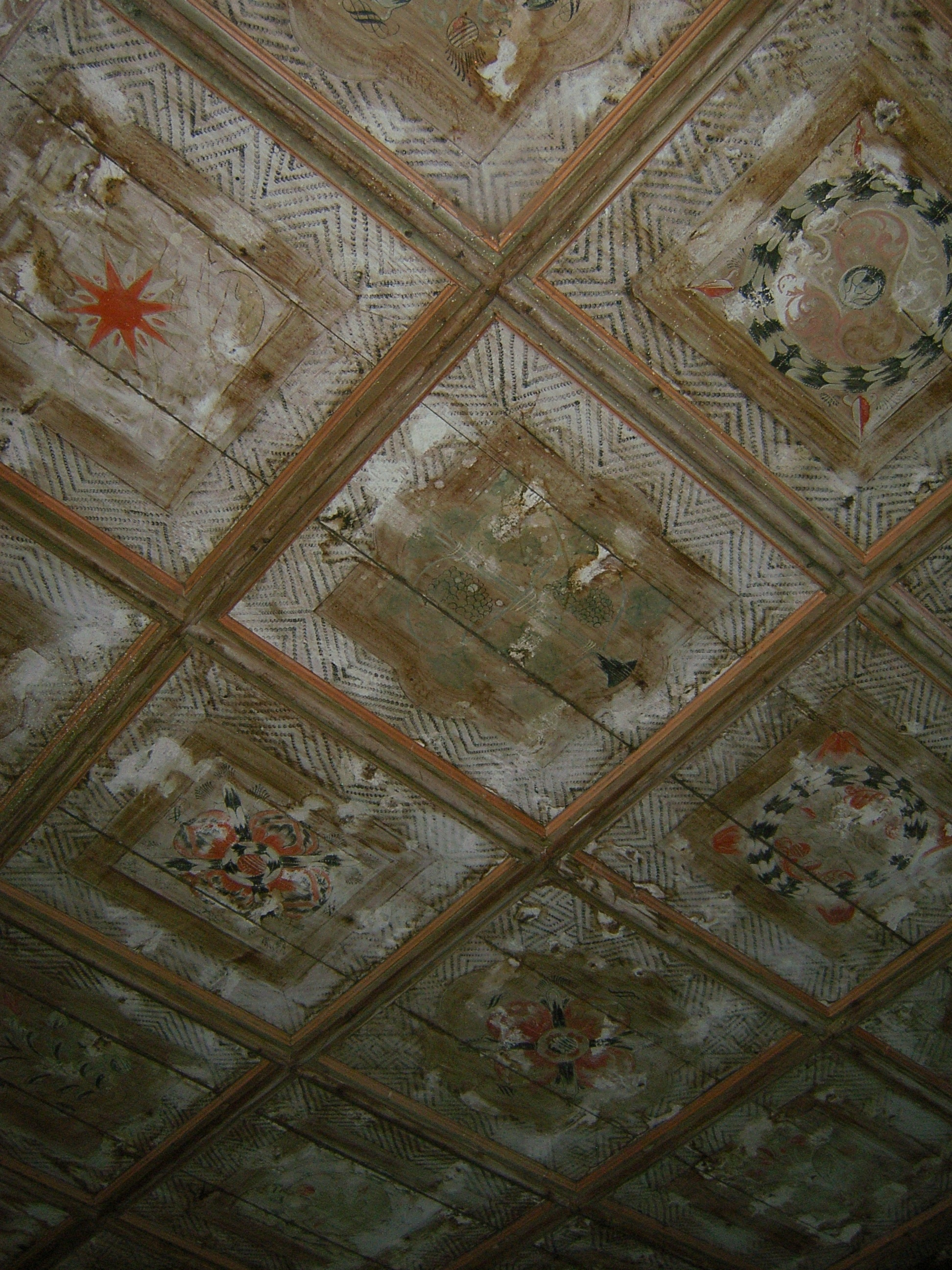
Festett famennyezet a magyarkiskapusi templomból
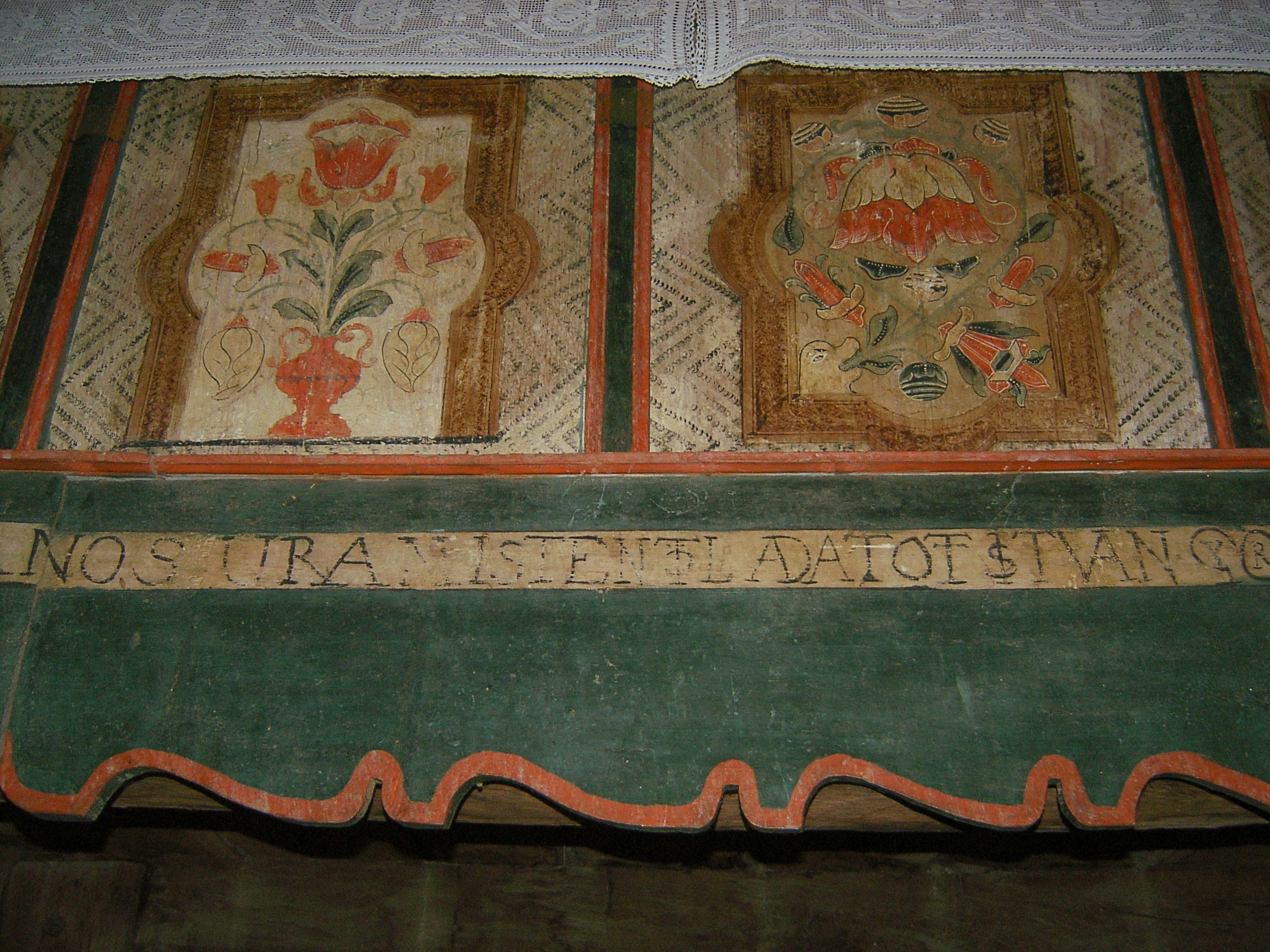
Magyarkiskapusi festett táblák
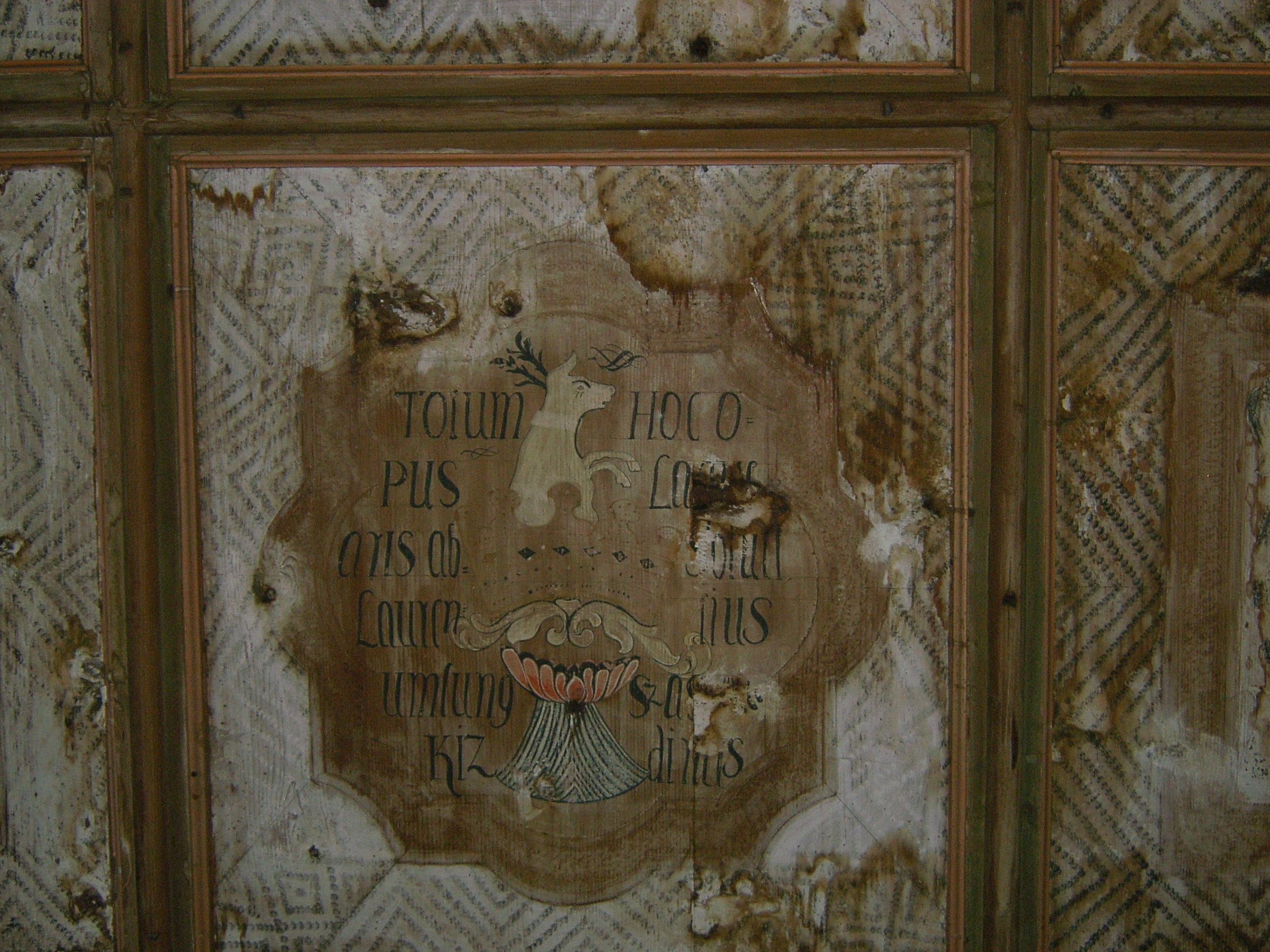
Umling Lőrinc nevét őrző tábla
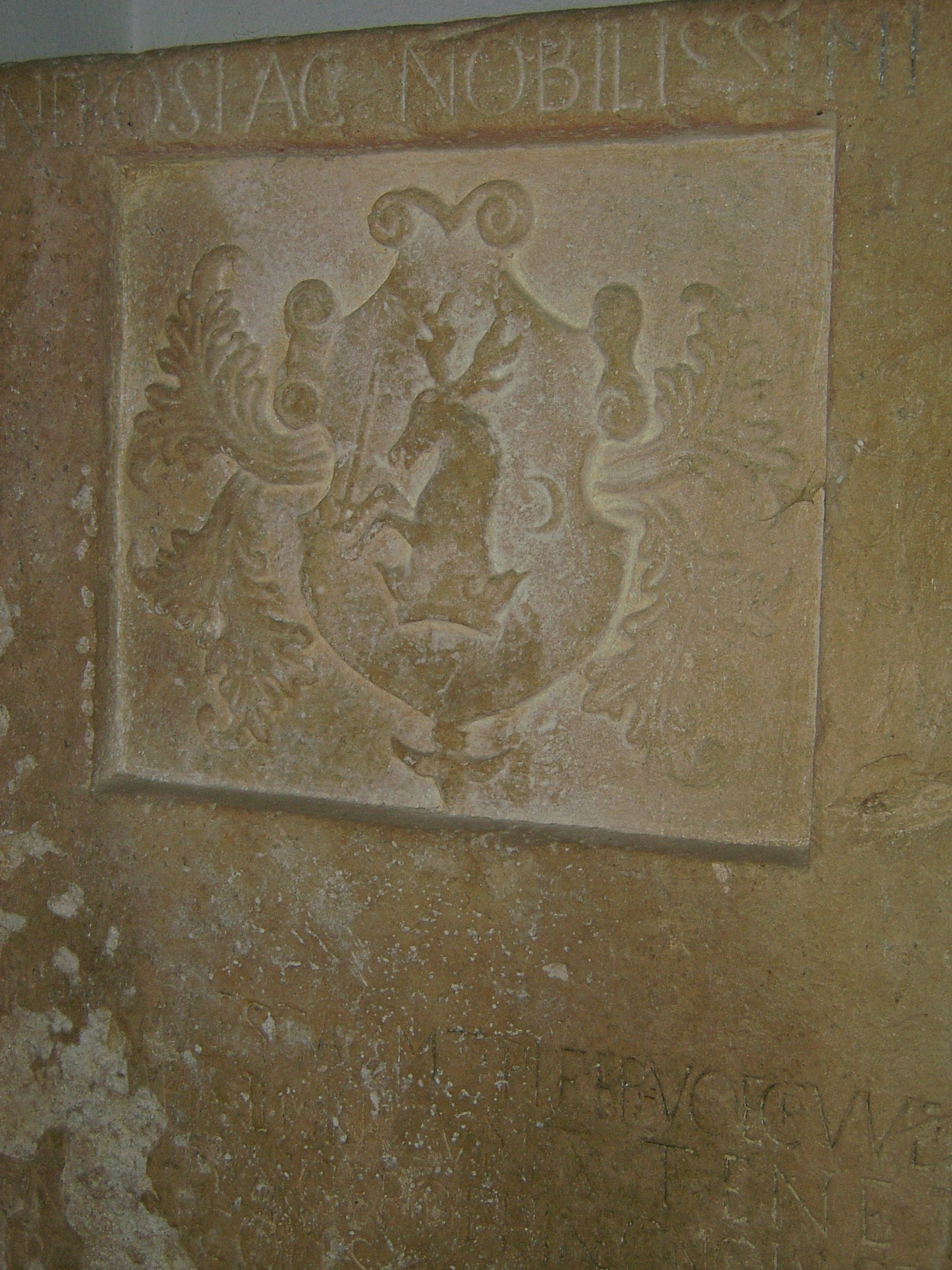
Gyerőffy címeres sírkő a magyarkiskapusi templomból
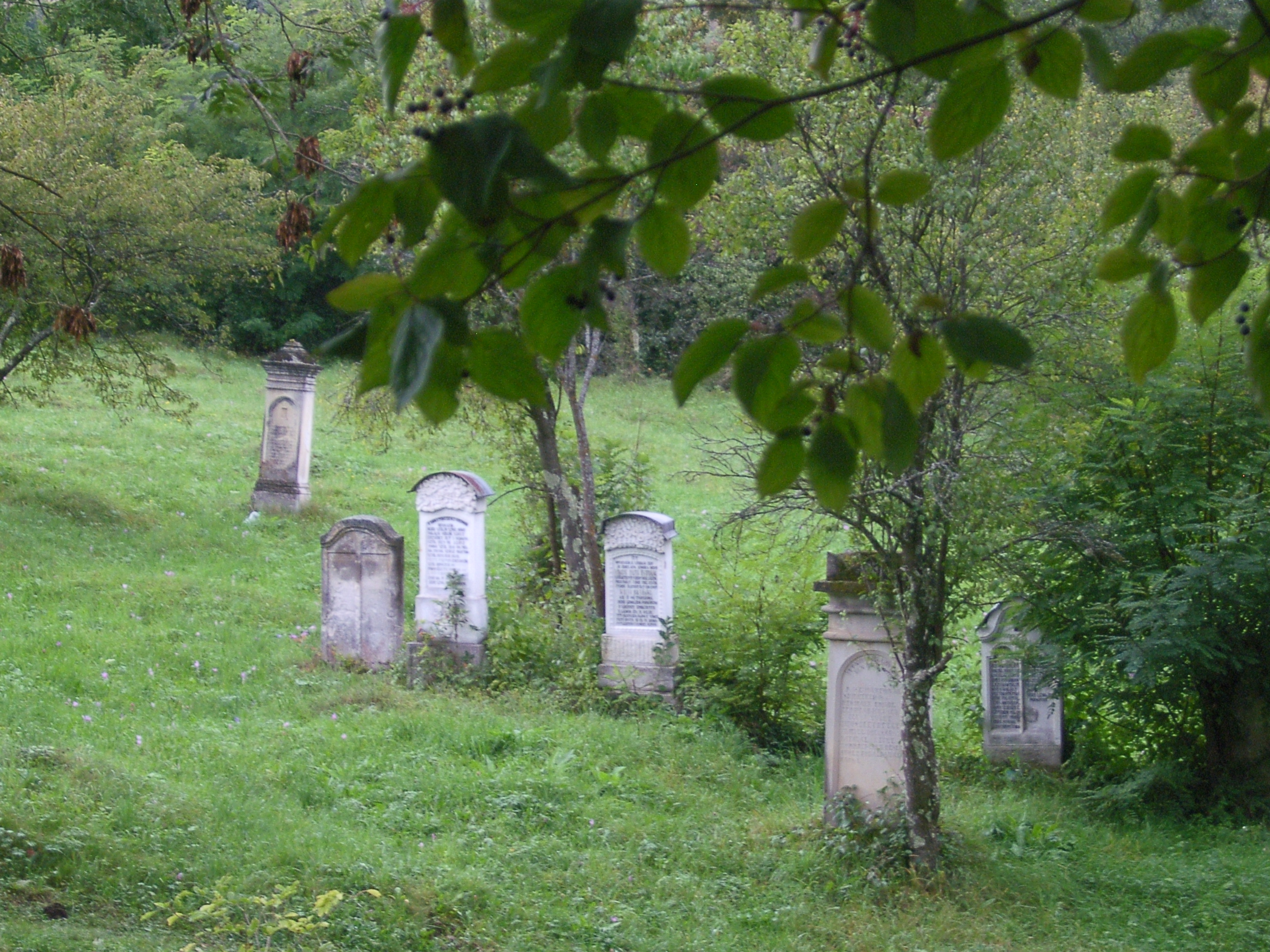
Régi magyarkiskapusi temető

## Külső hivatkozások
- Kalotaszeg honlapja – kalotaNET